# Hesperocyparis nevadensis
{{#ifeq:0|0|{{#if:Hesperocyparis nevadensis|{{#if:|[[]}}|[[]]}}}}
Hesperocyparis nevadensis — вид голонасінних рослин з родини кипарисових (Cupressaceae).

## Морфологічна характеристика

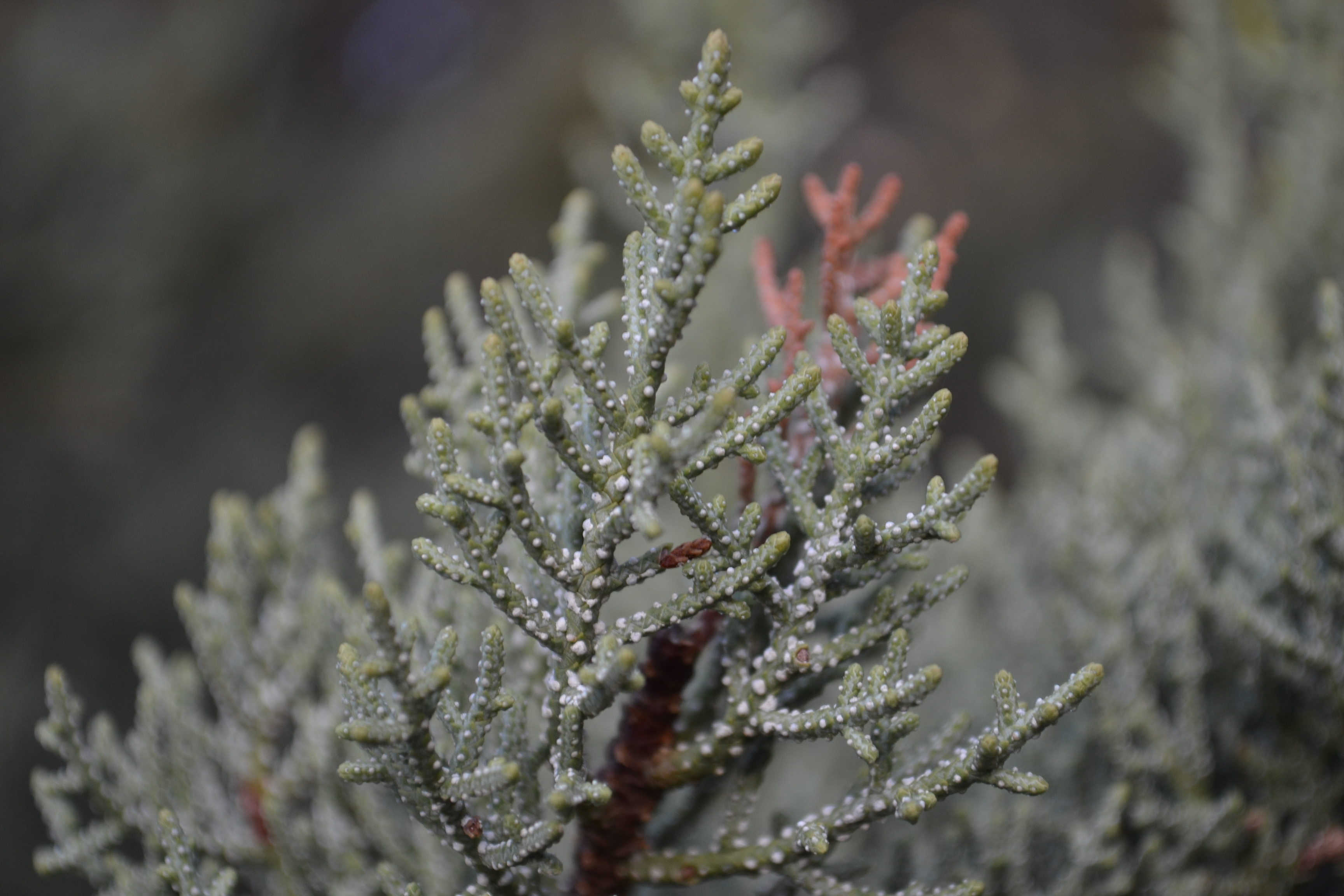
смоляні залози виду

Дерево до 10 метрів у висоту й 60–80 см у діаметрі на рівні грудей, з прямим стовбуром, тонким в молодому віці, розвиває глибоку пірамідальну крону. Кора в молодості червоно-бура, іноді відшаровується, з віком стає сіро-бурою, волокниста, 1–2 см завтовшки. Пагони ≈ 20 мм завдовжки й 1–1.5 мм у товщину, чотиригранні. Листки сизуваті, при роздавлюванні слабко ароматні, 2 мм завдовжки, гострі, кілеві з абаксіальною (низ) смоляною залозкою, яка помітна навіть на наймолодших листках; краї листків війчасті при 10-кратному збільшенні. Зрідка утворюються недовговічні листки розміром 3–4 × 8–12 мм. Пилкові шишки рясні, осипають пилок у лютому та березні, 3–5 мм завдовжки. Насіннєві шишки завдовжки 20–30 мм, від яйцеподібних до кулястих. Насіння світло-коричневе, до 5 мм завдовжки, шипчасте або злегка сизувате.

## Поширення
Місцевим ареалом цього виду є Каліфорнія.